# 顿涅茨克人民共和国首脑
頓內次克人民共和國首脑（俄语：Глава Донецкой Народной Республики），也译作頓內次克人民共和國总统，是頓內次克人民共和國的国家元首。2014年11月2日通过的第一部《頓內次克人民共和國憲法》，规定頓內次克人民共和國是“共和制的人民议会制國家”，确立總統制政府體制。第一屆元首任期為四年一屆，自2018年起任期延長至六年一屆。現任頓涅茨克人民共和國代理元首為德米特里·特拉佩兹尼科夫，於2018年8月31日被任命為代理元首和總理，接替遇刺身亡的亞歷山大·弗拉基米羅維奇·扎哈爾琴科。

## 選舉過程

### 資格
依據頓內次克人民共和國憲法，如果有人想角逐元首寶座，必須是三十五歲以上的蘇聯出生的公民，並且居住在蘇聯境內連續超過十年。頓內次克人民共和國憲法也同時明文規定，一個人擔任元首之職連選得連任一次，然而擔任兩次之後隔屆再參選並不在此限，換言之並未限制一個人擔任元首的總年限，只要他能夠在選戰中獲勝即可。

### 選舉
元首選舉採取兩輪投票制，自2018年起每六年選舉一次，如果沒有候選人在第一回合取得絕對多數的勝利，那麼在第二回合以上一回合得票最多的兩位候選人。
最近一次的元首大選在2014年，下一次的元首大選在2018年。

## 历任元首

### 獨立國家
| 任次 | 任次 | 肖像 | 名字                                 | 名字     | 任期           | 任期           | 政黨                        |
|      |      | 肖像 | 譯名                                 | 俄語原文 | 就職           | 離職           | 政黨                        |
| ---- | ---- | ---- | ------------------------------------ | -------- | -------------- | -------------- | --------------------------- |
|      | 1    |      | 亞歷山大·弗拉基米羅維奇·扎哈爾琴科   |          | 2014年11月4日  | 2018年8月31日  | 顿涅茨克共和国              |
|      | 代   |      | 德米特里·维克托罗维奇·特拉佩兹尼科夫 |          | 2018年8月31日  | 2018年9月7日   | 無黨籍                      |
|      | 代   |      | 杰尼斯·弗拉基米罗维奇·普希林         |          | 2018年9月7日   | 2018年11月20日 | 顿涅茨克共和国              |
|      | 2    |      | 杰尼斯·弗拉基米罗维奇·普希林         |          | 2018年11月20日 | 2022年10月4日  | 顿涅茨克共和国 ↓ 統一俄羅斯 |

### 加入俄羅斯後
| 任次 | 任次 | 肖像 | 名字                         | 名字     | 任期          | 任期 | 政黨       |
|      |      | 肖像 | 譯名                         | 俄語原文 | 就職          | 離職 | 政黨       |
| ---- | ---- | ---- | ---------------------------- | -------- | ------------- | ---- | ---------- |
|      | 代   |      | 杰尼斯·弗拉基米罗维奇·普希林 |          | 2022年10月4日 | 現任 | 統一俄羅斯 |

## 象徵
在元首從大選中獲勝之後，以下象徵將會授予元首，這些也象徵了元首的官階以及特殊的地位。

## 官邸
元首主要的工作場所是在頓內次克元首府。